# Stevan Marković
Stevan Marković, in serbo Стефан Марковић (Zemun, 26 dicembre 1804 – Vienna, 29 novembre 1864), è stato un politico serbo, rappresentante del principe – ovvero primo ministro del Principato di Serbia – dal 10 giugno al 28 settembre 1856 e dal giugno 1857 al 31 marzo 1858.

## Biografia
Dopo aver terminato gli studi universitari in Austria nel 1834 torna in Serbia.
Nel 1842, dopo l'abdicazione del principe Miloš Obrenović sostiene la dinastia dei Karađorđević e la politica del Alessandro.
Membro del Consiglio dei Ministri dal 1842 al 1857 ricopre in più occasioni la caricadi Ministro della Giustizia e dell'Istruzione.
Dal 10 giugno al 28 settembre 1856 cumula le cariche di Rappresentante del Principe – ovvero primo ministro del Principato di Serbia – e di Ministro degli Esteri
Dopo il ritorno al potere del principe Miloš Obrenović va in esilio a Vienna dove muore.